# Автошлях Т 0609
Автошля́х Т 0609 — автомобільний шлях територіального значення у Житомирській області. Пролягає територією Андрушівського району через Андрушівку — Волицю. Загальна довжина — 5 км.

## Маршрут
Автошлях проходить через такі населені пункти:
| Автошлях Т 0609     |     |
| Житомирська область |     |
| Андрушівський район |     |
| Андрушівка          |     |
| Волиця              | Р18 |